# Chotýšský potok
Chotýšský potok se nachází v okrese Kolín. Plocha povodí činí 15,6 km². Jedná se o jeden z největších přítoků Bylanky do které se vlévá mezi Kšely a Bylany. Bylanka poté postupuje směrem na sever, kde se u Lstiboře vlévá do řeky Šembery. Chotýšský potok pramení ve vsi Brník, asi 4 km západně od Kostelce nad Černými Lesy.